# Cantó de Saint-Joseph (Martinica)
El cantó de Saint-Joseph és una divisió administrativa francesa situat al departament de Martinica a la regió de Martinica. El cantó comprèn la comuna de Saint-Joseph.
| Període                                  | Identitat            | Partit                            | Qualitat |
| ---------------------------------------- | -------------------- | --------------------------------- | -------- |
| 2008-2014                                | Athanase Jeanne-Rose | Federació Socialista Martiniquesa |          |
| Les dades anteriors no són pas conegudes |                      |                                   |          |